# Wayne County (Indiana)
Wayne County is een county in de Amerikaanse staat Indiana.
De county heeft een landoppervlakte van 1.045 km² en telt 71.097 inwoners (volkstelling 2000). De hoofdplaats is Richmond.
In Wayne County ligt het hoogste punt van de staat Indiana: Hoosier Hill.

## Bevolkingsontwikkeling

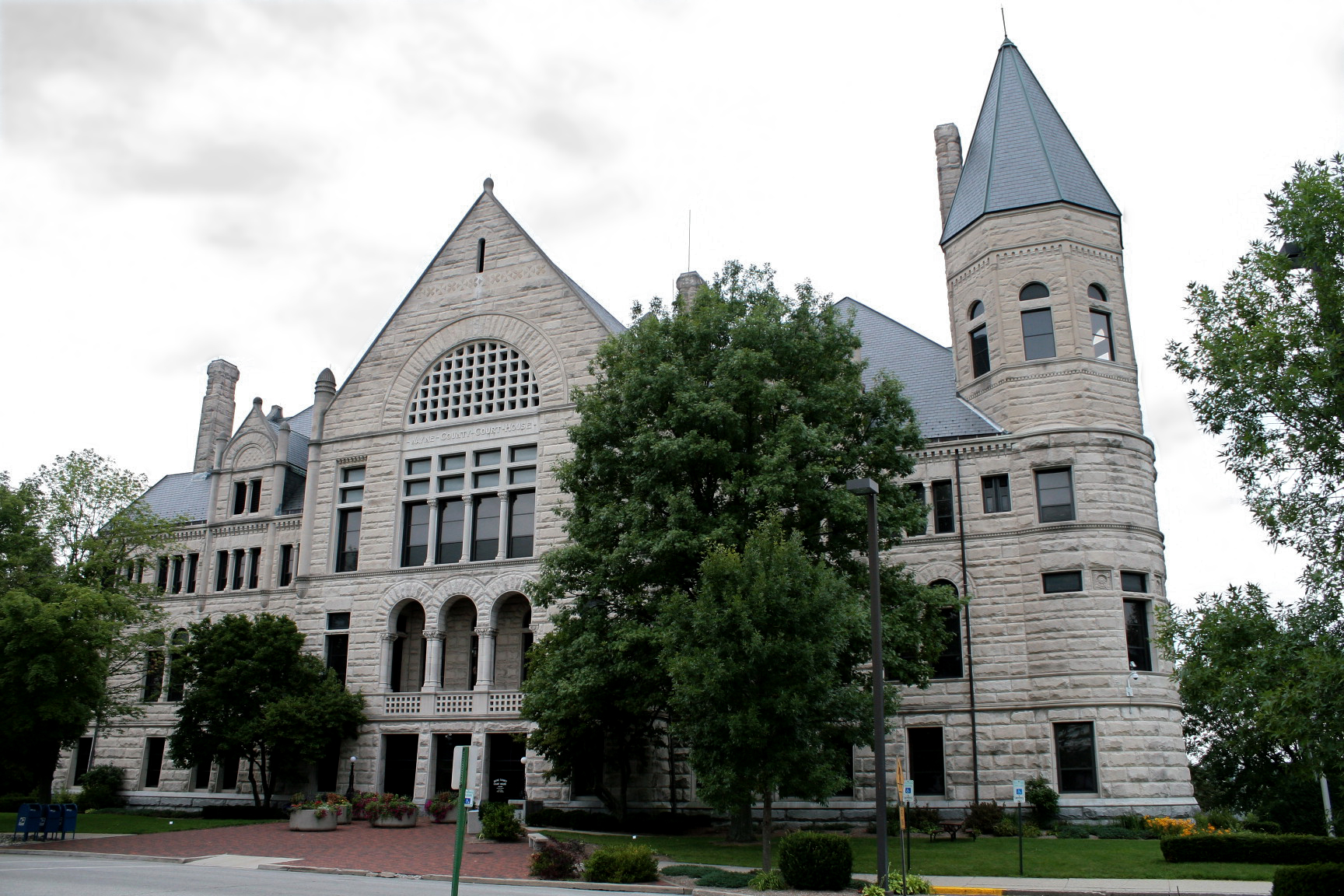
Wayne County Courthouse